# Semaeopus subrubra
Semaeopus subrubra là một loài bướm đêm trong họ Geometridae.